# 紀元前557年
紀元前557年（きげんぜん557ねん）は、西暦（ローマ暦）による年。紀元前1世紀の共和政ローマ末期以降の古代ローマにおいては、ローマ建国紀元197年として知られていた。紀年法として西暦（キリスト紀元）がヨーロッパで広く普及した中世時代初期以降、この年は紀元前557年と表記されるのが一般的となった。

## 他の紀年法
- 干支 : 甲辰
- 日本
  - 皇紀104年
  - 綏靖天皇25年
- 中国
  - 周 - 霊王15年
  - 魯 - 襄公16年
  - 斉 - 霊公25年
  - 晋 - 平公元年
  - 秦 - 景公20年
  - 楚 - 康王3年
  - 宋 - 平公19年
  - 衛 - 殤公2年
  - 陳 - 哀公12年
  - 蔡 - 景侯35年
  - 曹 - 成公21年
  - 鄭 - 簡公9年
  - 燕 - 武公17年
  - 呉 - 諸樊4年
- 朝鮮
  - 檀紀1777年
- ユダヤ暦 : 3204年 - 3205年

## できごと

### 中国
- 晋の平公・魯の襄公・宋の平公・衛の殤公・鄭の簡公・曹の成公らが溴梁で会合した。
- 晋の荀偃・魯の叔孫豹・宋の向戌・衛の甯殖・鄭の子蟜（公孫蠆）らが盟を結んだ。
- 晋が邾の宣公と莒の犂比公を捕らえ、斉や楚との往来を咎めた。
- 晋の荀偃・魯の叔老・鄭の簡公・衛の甯殖らが許を攻撃した。
- 斉の霊公が魯の北辺に侵攻し、成を包囲した。
- 魯の叔孫豹が晋に赴いた。